# الجهاد (ليبيا)
«الجهاد» قرية شمال شرق ليبيا في الجبل الأخضر جنوب غرب مدينة البيضاء بحوالي 50 كم وهي تتبع محافظتها .

## مواضيع ذات علاقة
- الجبل الأخضر
- محافظتها
- مدينة البيضاء